# یان آدریانسنس
یان آدریانسنس (انگلیسی: Jan Adriaensens؛ زادهٔ ۶ ژوئن ۱۹۳۲ - درگذشته  ۲ اکتبر ۲۰۱۸) دوچرخه‌سوار اهل بلژیک بود.